# Norravasund
Norravasund är ett naturreservat i Malå kommun i Västerbottens län.
Området är naturskyddat sedan 1997 och är 26 hektar stort. Reservatet ligger norr om Malån och består av brandpräglad tallskog med mindre granpartier kring en myr som korsar resvatet.